# Reichsacht

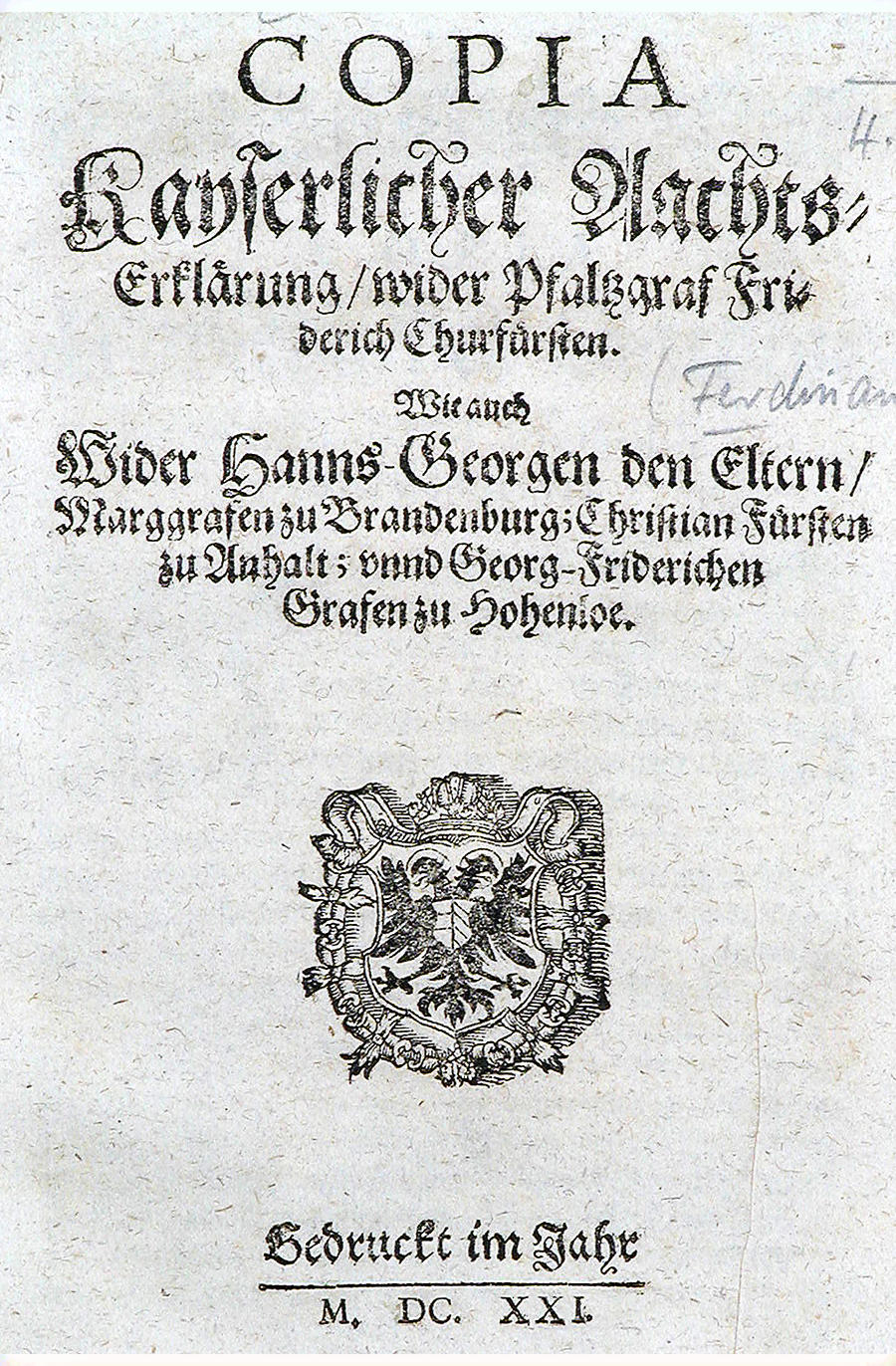
Reichsacht Kaiser Ferdinands II. vom Januar 1621 gegen Kurfürst Friedrich V. (Pfalz), der dadurch seine Erblande und die Kurwürde verlor.

Die Reichsacht (auch Reichsbann, kurz Acht oder Bann (Recht)) war eine besondere Form der Acht, die im Mittelalter vom König beziehungsweise vom Kaiser, in der Frühen Neuzeit vom König oder vom Kaiser unter Mitwirkung der Reichsgerichte und der Kurfürsten verhängt werden konnte. Diese Ächtung (Fried- und Rechtloserklärung) – vor allem bei Ladungs- oder Urteilsungehorsamkeit – erstreckte sich auf das ganze Gebiet des Heiligen Römischen Reiches.

## Vor der Völkerwanderung bis zum Mittelalter (500–1500)
Vor und während des Mittelalters waren die Rechtspflege und die staatliche hoheitliche Verwaltung noch nicht hinreichend aufgebaut, so dass Gerichtsurteile oftmals nicht vollstreckt werden konnten, und die Täter die Möglichkeit hatten, sich ihrer Verantwortung zu entziehen. Die Ächtung rief die Rechtshilfe der ganzen Rechtsgemeinschaft an: Der Täter wurde rechtlos gestellt, und jeder aus der Rechtsgesellschaft, der dies vermochte, konnte ihn dem Gericht zuführen oder ihn töten.
Schon in den ersten Stammesgesellschaften der Germanen vor der Völkerwanderung wurden Verbrecher – nach deren Flucht – bei Delikten gegen Religion, Kult und im Heer, z. B. Verrat und Desertion, geächtet und somit außerhalb der Gesellschaft gestellt. In der Regel drohte ansonsten das Todesurteil.
Auf Beschluss des Things, in späterer Zeit nach Gerichtsspruch des Königs bzw. des Hofgerichts, verfielen sie der Acht und waren vogelfrei. Sie verloren ihre Rechtsfähigkeit, und jedermann konnte – und sollte – sie ohne Strafe töten. Der Leichnam des Geächteten blieb unbegraben. Ihr Vermögen verfiel, jedermann konnte es an sich bringen. Die später im Mittelalter vergebenen Lehnsgüter aber fielen an den König, der die Acht ausgesprochen hatte, oder an den Lehnsherrn.
Aus der Acht konnte sich nur lösen, wer sich dem Gericht und der Strafe stellte. Tat er das nicht, verfiel er im Mittelalter nach einer gewissen Zeit (Jahr und Tag) der Aberacht (auch damnatio, proscriptio superior, Überacht, Oberacht). Sie führte zur vollen Rechtlosigkeit des Angeklagten und war anfangs nicht ablösbar (später wurde auch sie ablösbar).
Vor der Lösung aus der Acht mussten die Gläubiger befriedigt und eine Lösungsgebühr (der „Achtschatz“) bezahlt werden. Durch die Lösung aus der Acht erhielt der einstmals Geächtete seine volle bürgerliche Stellung und auch sein Vermögen wie vor der Acht wieder. Dritte, die während der Achtzeit das Vermögen des Geächteten innehatten, mussten es ihm wieder herausgeben, sie durften aber den Gewinn behalten, den sie während der Zeit der Acht daraus gezogen hatten.
Seit 1220 konnte die Reichsacht nicht nur vom römisch-deutschen König bzw. vom Kaiser ausgesprochen werden, sie folgte fortan aufgrund des Artikels 7 der Confoederatio cum principibus ecclesiasticis dem Kirchenbann nach nur sechs Wochen quasi automatisch, ohne gesonderte Anklage, ohne Prozess und ohne reichsrechtliche Verurteilung. Später verhängten sie Reichsgerichte, etwa Femegerichte oder das Reichskammergericht unter Mitwirkung des Königs bzw. Kaisers. Die Reichsacht erstreckte sich seit dem Mainzer Landfrieden von 1235 (Artikel 25 und 26) automatisch auch auf Personen und Städte, die Geächteten Schutz und Hilfe boten. Kaiser Friedrich II. sah im Mainzer Landfrieden erstmals die Anlage eines Achtbuchs für den königlichen Hof vor.
Da seit 1220 Reichsacht und Kirchenbann Hand in Hand gingen, stammt daher die Formel In Acht und Bann.

## Frühe Neuzeit
Kaiser Karl V. musste 1519 zu seiner Wahl Zugeständnisse machen (Wahlkapitulation). Seitdem konnte er als Kaiser die Acht nicht mehr ohne die vorherige Durchführung eines Ächtungsverfahrens verhängen. Die Constitutio Criminalis Carolina regelte 1532 die Reichsacht; sie konnte vom deutschen König (seit dem 16. Jahrhundert gleichzeitig Kaiser), vom Reichskammergericht, vom Hofgericht Rottweil (in dessen Wirkungsbereich) und von den Landfriedensgerichten ausgesprochen werden.
In der weiteren Neuzeit ging die Unterscheidung zwischen Acht und Aberacht verloren. „Acht“ war dann meist eine nur wenig abgeschwächte Form der mittelalterlichen Aberacht.
Die Acht wurde in der Frühen Neuzeit vor allem verhängt bei
- Nichterbringen bestimmter wichtiger Reichssteuern
- folgend einer Bannbulle durch den Papst (Kirchenbann)
- Majestätsverbrechen (crimen laesae maiestatis)
- Landfriedensbruch
- Ungehorsam einer Partei in einem gerichtlichen Prozess (zum Beispiel wegen Nichterscheinens, obwohl man durch das Gericht geladen wurde, oder wegen Nichthandelns, obwohl man durch das Gericht zu einer bestimmten Handlung aufgefordert wurde – sogenannte Contumaxacht)

## Personen, die mit der Reichsacht belegt wurden
Zu den bekanntesten Persönlichkeiten, die mit der Reichsacht belegt wurden, zählen:
- 1180 Heinrich der Löwe wegen seiner mehrmaligen Weigerung, auf den Reichstagen von Kaiser Friedrich I. Barbarossa zu erscheinen, wo über ihn Gericht gehalten werden sollte
- 1208 Otto VIII. von Wittelsbach wegen der Ermordung König Philipps von Schwaben
- 1225 Graf Friedrich von Isenberg wegen des Totschlags seines Onkels Engelbert II. von Berg, Erzbischof von Köln
- 1235 König Heinrich (VII.) auf Grund der Empörung gegen seinen Vater Kaiser Friedrich II.
- 1310 Graf Eberhard der Erlauchte von Württemberg wegen seiner aggressiven Territorialpolitik
- 1491 Albrecht IV., Herzog von Bayern: Er hatte versucht, die Freie Reichsstadt Regensburg seinem Staatsverbund einzuverleiben.
- 1499 Friedrich von Pfuel wegen Landfriedensbruchs und Nichterscheinens bei Gericht im Zuge einer Fehde gegen die Mecklenburger Herzöge
- 1504 Ruprecht von der Pfalz wegen Ungehorsams gegen königliche Gebote und Landfriedensbruchs zusammen mit seiner Ehefrau, wegen Beihilfe Graf Wilhelm von Henneberg
- 1511 Johann Hilchen (III.) von Lorch wegen Landfriedensbruch im Zuge einer Fehde gegen den Wild- und Rheingrafen Philipp von Dhaun.[5]
- 1512 und 1518 Götz von Berlichingen erst wegen Räuberei, dann wegen erpresserischen Menschenraubs
- 1516 Herzog Ulrich von Württemberg wegen seiner Weigerung, die Regierung für sechs Jahre seinen Räten zu überlassen, erneut 1521
- 1521 Martin Luther (nach päpstlicher Bannbulle) im Wormser Edikt wegen Häresie
- 1541 Christoph von Breitenlandenberg wegen Landfriedensbruchs im Zuge der Landenbergischen Fehde[6]
- 1546 Johann Friedrich I. von Sachsen und Philipp I. von Hessen, die Anführer des Schmalkaldischen Bundes, wegen der Besetzung des Herzogtums Braunschweig-Wolffenbüttel
- 1566 Wilhelm von Grumbach wegen Landfriedensbruchs
- 1614 Vinzenz Fettmilch im Zuge des von ihm angeführten antisemitischen Zunftaufstands in Frankfurt
- 1621 Friedrich V. von der Pfalz wegen seiner Erhebung zum König von Böhmen[7], in diesem Zusammenhang ebenso:
  - Johann Georg von Brandenburg-Jägerndorf,
  - Christian I. von Anhalt-Bernburg und
  - Georg Friedrich von Hohenlohe-Neuenstein-Weikersheim
- 1637 Wilhelm V. von Hessen-Kassel durch Kaiser Ferdinand II. (1636) und seinen Sohn Kaiser Ferdinand III. (publiziert 1637)
- 1647 Johann von Werth (Jan von Werth) durch Kurfürst Maximilian I.
- 1706 Max II. Emanuel, Kurfürst von Bayern, und sein Bruder, der Kölner Kurfürst Joseph Clemens wegen ihrer Parteinahme für Frankreich im Spanischen Erbfolgekriegs
- 1793 Georg Forster aufgrund eines Dekrets Kaiser Franz’ II. wegen seiner Zusammenarbeit mit der französischen Revolutionsregierung

## Reichsacht gegen Städte
Die Reichsacht konnte auch gegen Städte verhängt werden:
- 1163 Mainz – Nach der Ermordung des Erzbischofs Arnold von Selenhofen durch die Stadtbürger im Jahre 1160 wurde auf dem Mainzer Reichstag 1163 die Reichsacht über die Stadt verhängt.[8]
- 1431 Rostock – Nachdem die Rostocker Bürger aufgrund fehlender sozialer Verbesserungen einen neuen Rat wählten und die geflohenen ehemaligen Bürgermeister bei Kaiser Sigismund um Beistand baten.[9]
- 1491–1495 Regensburg – Aufgrund einer desolaten finanziellen Lage, einer stark anti-kaiserlich, pro-bayerischen Strömung im Stadtrat und des daraufhin beschlossenen Anschlusses der Stadt an das Herzogtum Bayern unter Herzog Albrecht IV. (Bayern) verhängte der römisch-deutsche König und spätere Kaiser Maximilian I. die Reichsacht. Nach dem Rückzug von Herzog Albrecht wurde ein kaiserlicher Reichshauptmann eingesetzt, der die Verhältnisse in der Stadt im Sinne des Kaisers regeln sollte.[10]
- 1504–1512 Göttingen – Nachdem die Göttinger ihm die Huldigung verweigerten, erwirkte Herzog Erich I. bei Kaiser Maximilian I. die Reichsacht.
- 1540–1541 Goslar – Der Herzog von Braunschweig-Wolfenbüttel lag mit der Stadt Goslar, die Mitglied des Schmalkaldischen Bundes war, im Streit um die Bergrechte am Rammelsberg. Nach den Unruhen von 1527 erhob der Herzog Klage wegen Landfriedensbruchs. Nach 13-jährigem Prozess verhängte das Reichskammergericht die Reichsacht über die Stadt, die aber schon im Folgejahr aufgehoben wurde. (Siehe dazu auch Schmalkaldischer Bundestaler – Münzgeschichte)
- 1547–1562 Magdeburg – Über Magdeburg wurde von Kaiser Karl V. die Reichsacht verhängt, da es sich dem Kaiser nicht unterwerfen wollte. Dadurch verlor es das Stapelrecht an Brandenburg. Magdeburg galt als Hort des Protestantismus. Kaiser Ferdinand I. sprach 1562 Magdeburg von der Reichsacht los.
- 1607–1609 Donauwörth – Nachdem die Bürger der Stadt Donauwörth den Religionsfrieden gebrochen hatten, wurde von Kaiser Rudolf II. die Reichsacht gegen die Stadt verhängt, welche bis 1609 bestehen blieb. Dies war einer der Auslöser des Dreißigjährigen Krieges.
- 1652–1653 Bremen – Nachdem sich die Stadt weigerte, den 1623 erwirkten Elsflether Weserzoll zu bezahlen, belegte Kaiser Ferdinand III. Bremen mit der Reichsacht, welche durch den Schluss des Regensburger Vergleichs 1653 wieder aufgehoben wurde.
- 1663–1664 Erfurt – Nachdem die Bürger der Stadt gegen den Landesherren, den Kurfürsten von Mainz, rebellierten und die lutherischen Geistlichen der Stadt sich weigerten für den katholischen Landesherren zu beten, wurde 1663 die Reichsacht über Erfurt verhängt. Mit der Vollstreckung der Reichsacht wurde Johann Philipp von Schönborn beauftragt. Die Stadt Erfurt wurde 1664 schließlich von fränkischen, kurmainzischen und französischen Truppen besetzt. Am 15. Oktober 1664 schließlich ergab sich die Stadt in Gehorsam ihrem Landesherren.